# Синельщиков, Матвей Трофимович
Матвей Трофимович Синельщиков (19 августа 1920, Коробово, Рязанская губерния — 10 февраля 1997, Новохаритоново, Московская область) — советский военнослужащий, участник Великой Отечественной войны, полный кавалер ордена Славы, механик-водитель танка Т-34 2-го танкового батальона 18-й гвардейской танковой бригады 3-го гвардейского танкового корпуса 2-го Белорусского фронта, гвардии старшина — на момент повторного представления к награждению орденом Славы 2-й степени.

## Биография
Родился 19 августа 1920 года в крестьянской семье, в деревне Коробово (ныне — Клепиковский район Рязанской области). Образование — среднее. Начал трудовую деятельность в местном промысловом хозяйстве. Затем переехал в Московскую область. После окончания в 1939 году школы фабрично-заводского обучения при Шатурской ГРЭС, работал на ней слесарем.
В Красной Армии с октября 1940 года. Служил слесарем в мастерской танкового полка, дислоцированного в городе Львов. Прошел подготовку и овладел специальностью механика-водителя танка, самостоятельно обкатывал танки после ремонта.
На фронте в Великую Отечественную войну с июня 1941 года. В составе Юго-Западного фронта с боями отходил в сторону Киева, Харькова. В марте 1942 года Синельщиков был направлен в 20-й учебный танковый полк для переподготовки на механика-водителя, потом участвовал в составе 18-го разведывательного танкового батальона в битве на Курской дуге, в других сражениях. С августа 1943 года Синельщиков воевал на Западном фронте. В бою за Ельню он раздавил своим танком два вражеских орудия и уничтожил три пулемётные точки. В числе первых ворвался в город под сильным огнём противника и был ранен. После госпиталя в январе 1944 года был направлен механиком-водителем танка 3-го танкового батальона 18-й гвардейской танковой бригады. Участвовал в освобождении Белоруссии, Польши, прошел с боями Восточную Померанию.
Механик-водитель 18-й гвардейской танковой бригады гвардии сержант Синельщиков 6 октября 1944 года в бою в районе населённого пункта Пежи, в 39 километрах западнее Шауляя, умело маневрируя боевой машиной, помог экипажу уничтожить два тяжёлых танка противника, самоходное орудие и свыше десяти противников.
Приказом по 3-му гвардейскому танковому корпусу от 15 декабря 1944 года гвардии сержант Синельщиков награждён орденом Славы III степени.
25—28 февраля 1945 года в наступательных боях на территории Польши, в районе населённых пунктов Яжелибец, Боболице, танк гвардии старшины Синельщикова прошёл с боями 80 километров без единой аварии. 27 февраля 1945 года на подступах к городу Бублиц подбил два танка, уничтожил несколько автомашин и бронетранспортёров. Экипаж одним из первых ворвался в город, уничтожил пушку, три пулемётные точки и свыше отделения живой силы противника.
Приказом по 2-му Белорусскому фронту от 23 апреля 1945 года гвардии старшина Синельщиков награждён орденом Славы II степени.
В апреле 1945 года в боях на левом берегу реки Одер южнее города Штеттин механик-водитель той же бригады и корпуса Синельщиков, действуя в составе экипажа, поджёг головную машину вражеской колонны на шоссе Берлин-Штеттин и уничтожил большое количество боевой техники и живой силы. Воевать закончил 6 мая 1945 года в г. Висмар в Германии, где их часть встретилась с войсками союзников.
3 мая 1945 гвардии старшина Синельщиков был представлен к награждению орденом Красной звезды, но приказом по 2-му Белорусскому фронту от 31 мая 1945 года был повторно награждён орденом Славы II степени.
Член ВКП/КПСС с 1945 года. В 1946 году демобилизован.
Указом Президиума Верховного Совета СССР от 1 октября 1968 года в порядке перенаграждения Синельщиков Матвей Трофимович удостоен ордена Славы 1-й степени.
Вернулся в родную деревню. Работал на машинно-тракторной станции. С 1950 года жил в селе Новохаритоново Раменского района Московской области. Работал слесарем, механиком участка в Гжельском СМУ-5 треста «Главмосособлстрой», позднее, по окончании техникума — главным механиком. В 1970-е годы стал героем телепередачи «Золото, а не машина» из цикла «Солдатские мемуары», подготовленного писателем К. М. Симоновым. Участвовал в Параде на Красной площади в Москве 9 мая 1985 года в честь сорокалетия Победы в Великой Отечественной войне.
Скончался 10 февраля 1997 года. Похоронен на кладбище в селе Игнатьево Раменского района Московской области.

## Награды
- Полный кавалер ордена Славы:
  - орден Славы I степени (01.10.1968, орден № 2936)[7];
  - орден Славы II степени (23.04.1945, орден № 29759)[4];
  - орден Славы III степени (15.12.1944, орден № 320348)[3];
- Орден Отечественной войны 1-й степени (06.04.1985)[8];
- медали.

## Память
- На площади Победы в городе Раменское у Вечного огня установлена гранитная плита, на которой высечено имя Героя.
- В селе Новохаритоново на доме, в котором жил М. Т. Синельщиков установлена мемориальная доска.
- Фотография Синельщикова размещена на информационном щите «Герои Клепиковской земли» в посёлке Тума.
- В поселке Электроизолятор на доме, где жил М. Т. Синельщиков, установлена мемориальная доска[9].
- Фотография Синельщикова размещена около памятника зенитной пушке КС-12 №12609, установленный в Шатуре на улице Спортивной.